# わが祖国 (イラク国歌)
わが祖国（わがそこく、アラビア語:موطني, マウティニー）は、1958年から1965年まで、2003年から2004年までイラク共和国の国歌でとして用いられた楽曲で、イラク人作曲家ルイス・ザンバカ（アラビア語：لويس زنبقة, Luwīs Zanbaqa(h), ルウィース・ザンバカ, 英字表記：Lewis Zanbaka）により作曲された。

## 解説
歌詞は存在せず楽器演奏のみとなっている。1958年から1965年までイラクの国歌として使用されていた。バアス党政権（イラク）時代の国歌は「二つの大河の地」が国歌であり、「わが祖国」は愛国歌の中の一つとなった。2003年にサッダーム・フセイン政権が崩壊した後、バアス党を賛美する歌詞が含まれる「二つの大河の地」は演奏・歌唱が禁止されたため、2003年-2004年期間にわたって暫定的に国歌に採用された。
2004年には全く同名ながら異なる国歌でパレスチナで作られたものを借用した形となった『我が祖国』（わがそこく、アラビア語: موطني, Mawṭinī, マウティニー）が正式に国歌となり置き換わった。